# Pintópolis
Pintópolis là một đô thị thuộc bang Minas Gerais, Brasil. Đô thị này có diện tích 1238,432 km², dân số năm 2007 là 7727 người, mật độ 6,4 người/km².